# Triatló als Jocs Olímpics d'estiu de 2020 - Individual femení
El triatló femení als Jocs Olímpics d'Estiu de 2020 va tenir lloc al Odaiba Marine Park de Tòquio el 27 de juliol.
La carrera la va guanyar Flora Duffy, que es va convertir en la primera medalla d'or de les Bermudes als Jocs Olímpics.

## Cursa
L'esdeveniment va tenir lloc al Parc marítim d'Odaiba i tenia una longitud de 51,5 km al llarg d'un recorregut pla. Els competidors van començar amb un tram de natació d’1,5 km, que consistia en una volta de 950 m seguida d’una volta més curta de 550 m. Aleshores, van agafar la via ciclista de 40 km, formada per vuit voltes d’un recorregut de 5 km. Finalment, els competidors van acabar amb quatre voltes de 2,5 km que van formar el tram de carrera de 10 km.

## Resultats
| Posició                  | Dorsal | Triatleta            | Nació              | Natació        | Ciclisme       | Córrer         | Temps total    | Diferència     |
| ------------------------ | ------ | -------------------- | ------------------ | -------------- | -------------- | -------------- | -------------- | -------------- |
| 1                        | 29     | Flora Duffy          | Bermudes           | 18:32          | 1:02:49        | 33:00          | 1:55:36        |                |
| 2                        | 34     | Georgia Taylor-Brown | Regne Unit         | 18:31          | 1:03:11        | 33:52          | 1:56:50        | + 1:14         |
| 3                        | 14     | Katie Zaferes        | Estats Units       | 18:28          | 1:02:51        | 34:27          | 1:57:03        | + 1:27         |
| 4                        | 2      | Rachel Klamer        | Països Baixos      | 19:17          | 1:03:05        | 34:09          | 1:57:48        | + 2:12         |
| 5                        | 31     | Léonie Périault      | França             | 19:13          | 1:03:13        | 34:06          | 1:57:49        | + 2:13         |
| 6                        | 26     | Nicola Spirig        | Suïssa             | 19:32          | 1:02:50        | 34:28          | 1:58:05        | + 2:29         |
| 7                        | 54     | Alice Betto          | Itàlia             | 19:14          | 1:03:11        | 34:42          | 1:58:22        | + 2:46         |
| 8                        | 10     | Laura Lindemann      | Alemanya           | 18:36          | 1:02:46        | 35:48          | 1:58:24        | + 2:48         |
| 9                        | 33     | Jessica Learmonth    | Regne Unit         | 18:24          | 1:02:56        | 35:51          | 1:58:28        | + 2:52         |
| 10                       | 52     | Valerie Barthelemy   | Bèlgica            | 19:18          | 1:03:07        | 35:12          | 1:58:49        | + 3:13         |
| 11                       | 1      | Maya Kingma          | Països Baixos      | 19:20          | 1:03:03        | 35:36          | 1:59:16        | + 3:40         |
| 12                       | 27     | Zsanett Bragmayer    | Hongria            | 19:19          | 1:03:07        | 36:18          | 2:00:00        | + 4:24         |
| 13                       | 32     | Vicky Holland        | Regne Unit         | 19:12          | 1:05:24        | 34:20          | 2:00:10        | + 4:34         |
| 14                       | 12     | Summer Rappaport     | Estats Units       | 18:29          | 1:03:58        | 36:35          | 2:00:19        | + 4:43         |
| 15                       | 19     | Amélie Kretz         | Canadà             | 19:39          | 1:04:56        | 34:41          | 2:00:33        | + 4:57         |
| 16                       | 11     | Taylor Knibb         | Estats Units       | 19:52          | 1:04:42        | 35:06          | 2:00:59        | + 5:23         |
| 17                       | 7      | Simone Ackermann     | Sud-àfrica         | 19:08          | 1:03:37        | 37:30          | 2:01:14        | + 5:38         |
| 18                       | 48     | Yuko Takahashi       | Japó               | 19:10          | 1:03:15        | 37:40          | 2:01:18        | + 5:42         |
| 19                       | 25     | Jolanda Annen        | Suïssa             | 19:32          | 1:05:04        | 35:36          | 2:01:31        | + 5:55         |
| 20                       | 56     | Verena Steinhauser   | Itàlia             | 19:42          | 1:04:52        | 35:56          | 2:01:47        | + 6:11         |
| 21                       | 15     | Miriam Casillas      | Espanya            | 19:46          | 1:04:50        | 36:00          | 2:01:52        | + 6:16         |
| 22                       | 41     | Melanie Santos       | Portugal           | 19:32          | 1:05:07        | 36:13          | 2:02:06        | + 6:30         |
| 23                       | 40     | Carolyn Hayes        | Irlanda            | 20:10          | 1:06:04        | 34:43          | 2:02:10        | + 6:34         |
| 24                       | 51     | Lotte Miller         | Noruega            | 19:58          | 1:04:35        | 36:49          | 2:02:43        | + 7:07         |
| 25                       | 23     | Bárbara Riveros      | Xile               | 19:45          | 1:04:54        | 36:49          | 2:02:46        | + 7:10         |
| 26                       | 22     | Emma Jeffcoat        | Austràlia          | 19:06          | 1:03:18        | 39:13          | 2:02:57        | + 7:21         |
| 27                       | 38     | Lisa Perterer        | Àustria            | 20:03          | 1:06:14        | 35:26          | 2:03:00        | + 7:24         |
| 28                       | 46     | Vittória Lopes       | Brasil             | 18:26          | 1:03:56        | 39:21          | 2:03:09        | + 7:33         |
| 29                       | 50     | Nicole van der Kaay  | Nova Zelanda       | 19:35          | 1:05:02        | 37:34          | 2:03:26        | + 7:50         |
| 30                       | 4      | Petra Kuříková       | Txèquia            | 19:55          | 1:06:26        | 36:32          | 2:04:10        | + 8:34         |
| 31                       | 9      | Anabel Knoll         | Alemanya           | 20:05          | 1:06:14        | 37:11          | 2:04:45        | + 9:09         |
| 32                       | 45     | Luisa Baptista       | Brasil             | 20:12          | 1:06:04        | 38:00          | 2:05:32        | + 9:56         |
| 33                       | 24     | Romina Biagioli      | Argentina          | 20:09          | 1:06:06        | 40:06          | 2:07:42        | + 12:06        |
| 34                       | 53     | Claire Michel        | Bèlgica            | 19:40          | 1:06:34        | 43:37          | 2:11:05        | + 15:29        |
|                          | 55     | Angelica Olmo        | Itàlia             | 20:15          | 1:06:01        | No va acabar   | No va acabar   | No va acabar   |
|                          | 44     | Elizabeth Bravo      | Equador            | 20:15          | Doblada        | Doblada        | Doblada        | Doblada        |
|                          | 20     | Ashleigh Gentle      | Austràlia          | 20:07          | Doblada        | Doblada        | Doblada        | Doblada        |
|                          | 3      | Vendula Frintová     | Txèquia            | 20:16          | Doblada        | Doblada        | Doblada        | Doblada        |
|                          | 21     | Jaz Hedgeland        | Austràlia          | 19:44          | Doblada        | Doblada        | Doblada        | Doblada        |
|                          | 16     | Anna Godoy           | Espanya            | 20:12          | Doblada        | Doblada        | Doblada        | Doblada        |
|                          | 28     | Zsófia Kovács        | Hongria            | 20:30          | Doblada        | Doblada        | Doblada        | Doblada        |
|                          | 8      | Gillian Sanders      | Sud-àfrica         | 20:18          | Doblada        | Doblada        | Doblada        | Doblada        |
|                          | 43     | Alexandra Razarenova | Comitè Olímpic Rus | 20:17          | Doblada        | Doblada        | Doblada        | Doblada        |
|                          | 18     | Joanna Brown         | Canadà             | 19:15          | Doblada        | Doblada        | Doblada        | Doblada        |
|                          | 35     | Zhong Mengying       | R.P. de la Xina    | 19:53          | Doblada        | Doblada        | Doblada        | Doblada        |
|                          | 36     | Kaidi Kivioja        | Estònia            | 21:40          | Doblada        | Doblada        | Doblada        | Doblada        |
|                          | 17     | Basmla ElSalamoney   | Egipte             | 20:41          | Doblada        | Doblada        | Doblada        | Doblada        |
|                          | 5      | Cecilia Pérez        | Mèxic              | 20:05          | No va acabar   | No va acabar   | No va acabar   | No va acabar   |
|                          | 30     | Cassandre Beaugrand  | França             | 19:37          | No va acabar   | No va acabar   | No va acabar   | No va acabar   |
|                          | 49     | Ainsley Thorpe       | Nova Zelanda       | 19:15          | No van acabar  | No van acabar  | No van acabar  | No van acabar  |
|                          | 42     | Anastasia Gorbunova  | Comitè Olímpic Rus | 19:37          | No van acabar  | No van acabar  | No van acabar  | No van acabar  |
|                          | 47     | Niina Kishimoto      | Japó               | 19:48          | No van acabar  | No van acabar  | No van acabar  | No van acabar  |
|                          | 6      | Claudia Rivas        | Mèxic              | No va acabar   | No va acabar   | No va acabar   | No va acabar   | No va acabar   |
|                          | 37     | Julia Hauser         | Àustria            | No va acabar   | No va acabar   | No va acabar   | No va acabar   | No va acabar   |
|                          | 39     | Yuliya Yelistratova  | Ucraïna            | No va començar | No va començar | No va començar | No va començar | No va començar |
| Font: resultats oficials |        |                      |                    |                |                |                |                |                |